# محمد المرمور
محمد المرمور (4 يناير 1995) هو لاعب كرة قدم سوري يلعب كمهاجم لصالح نادي نادي المنامة البحريني.

## المسيرة الرياضية

### الأندية
في 1 يوليو 2013 تم تصعيد المرمور للفريق الأول في تشرين. في موسمه الأول 2013-2014 وفي بطولة الدوري ساهم في احتلال فريقه المركز الرابع في المجموعة الثانية برصيد 22 نقطة من 16 مباراة بفارق نقطة واحدة عن صاحب المركز الثالث المؤهل إلى الدوري السداسي لتحديد البطل.
في موسمه الثاني 2014-2015 وفي بطولة الدوري ساهم في احتلال فريقه المركز الخامس في المجموعة الأولى برصيد 19 نقطة من 16 مباراة بفارق ست نقاط عن صاحب المركز الثالث المؤهل إلى الدوري السداسي لتحديد البطل.
في موسمه الثالث 2015-2016 وفي بطولة الدوري ساهم في احتلال فريقه المركز الرابع في المجموعة الثانية برصيد 32 نقطة من 18 مباراة بفارق خمس نقاط عن صاحب المركز الثالث المؤهل إلى الدوري السداسي لتحديد البطل.
في موسمه الرابع 2016-2017 وفي بطولة الدوري ساهم في احتلال فريقه المركز الثاني برصيد 64 نقطة من 30 مباراة بفارق نقطة واحدة عن البطل الجيش. وفي بطولة كأس سوريا ساهم في وصول فريقه إلى الدور الربع النهائي عندما خسر من الكرامة بهدف نظيف.
في 1 أغسطس 2017 انتقل المرمور من تشرين إلى الصفاء اللبناني. في موسمه الوحيد وفي بطولة الدوري ساهم في جمع الصفا 18 نقطة من 11 مباراة. وفي بطولة كأس لبنان خرج فريقه من مباراته الأولى عندما خسر من التضامن صور 2-3 في الدور الثمن النهائي. وفي بطولة كأس النخبة اللبناني ساهم في وصول فريقه إلى الدور النصف النهائي عندما خسر من النجمة 1-3.
في 1 يناير 2018 انتقل المرمور من الصفاء إلى تشرين السوري مجددا. في موسمه الأول 2017-2018 ساهم في احتلال فريقه المركز الرابع برصيد 41 نقطة من 26 مباراة بفارق 15 نقطة عن البطل الجيش. وفي بطولة كأس سوريا ساهم في وصول فريقه إلى الدور النصف النهائي عندما خسر من الجيش 0-2 في مجموع المباراتين.
في موسمه الثاني 2018-2019 وفي بطولة الدوري ساهم في احتلال فريقه المركز الثاني برصيد 53 نقطة من 26 مباراة بفارق نقطة واحدة عن البطل الجيش. وفي بطولة كأس سوريا ساهم في وصول فريقه إلى الدور النصف النهائي عندما خسر من الطليعة بفضل قاعدة الأهداف خارج الأرض بعد تعادلهما 1-1 في مجموع المباراتين.
في موسمه الثالث 2019-2020 وفي بطولة الدوري ساهم في تتويج فريقه بالبطولة بعدما تصدر الترتيب برصيد 59 نقطة من 26 مباراة بفارق ثلاث نقاط عن الوصيف الوثبة وبالتالي يحقق المرمور أولى بطولاته الشخصية. وفي بطولة كأس سوريا ساهم في وصول فريقه إلى الدور الثالث عندما خسر من الجيش بركلات الترجيح.
في موسمه الرابع والأخير 2020-2021 وفي بطولة الدوري ساهم في احتفاظ فريقه بالبطولة للموسم الثاني على التوالي بعدما تصدر الترتيب برصيد 59 نقطة من 26 مباراة بفارق نقطتين عن الوصيف الجيش وبالتالي يحقق المرمور ثاني بطولاته الشخصية. وفي بطولة كأس سوريا ساهم في وصول فريقه إلى الدور الثالث عندما خسر من الجيش 0-1. وفي بطولة كأس السوبر السوري خسر فريقه من الوحدة 1-2. وفي بطولة كأس الاتحاد الآسيوي خرج فريقه من دور المجموعات بعدما احتل المركز الثالث في المجموعة الثالثة برصيد أربع نقاط من ثلاث مباريات. وسجل المرمور هدفين في هذه البطولة.
في 8 يوليو 2021 انتقل المرمور من تشرين إلى مسيمير القطري. في موسمه الوحيد 2021-2022 وفي بطولة دوري الدرجة الثانية ساهم في احتلال فريقه المركز السادس برصيد 13 نقطة من 14 مباراة بفارق 16 نقطة عن صاحب المركز الثاني المؤهل إلى ملحق الصعود. وفي بطولة كأس أمير قطر خرج فريقه من مباراته الأولى عندما خسر من المرخية بركلات الترجيح في الدور التمهيدي. وفي بطولة كأس الاتحاد القطري ساهم في وصول فريقه إلى الدور النصف عندما خسر من لوسيل 0-2.
في 11 أغسطس 2022 انتقل المرمور من مسيمير إلى المنامة البحريني.

### المنتخبات
في 22 أغسطس 2017 شارك المرمور في أول مباراة دولية مع منتخب سوريا وكانت أمام ماليزيا وديا وانتهت بفوز سوريا 2-1 وقد المرمور أحد الهدفين. بعد المشاركة في تسع مباريات دولية ودية استطاع المرمور أن يشارك في أولى مبارياته الرسمية وكانت في بطولة اتحاد غرب آسيا لكرة القدم 2019 حيث لعب جميع مباريات سوريا الأربع في المجموعة الأولى حيث احتل سوريا المركز الخامس والأخير برصيد نقطتين. واصل المرمور مشاركاته الرسمية عندما لعب أربع مباريات في تصفيات كأس العالم 2022 – آسيا الجولة الثانية وساهم في الفوز في جميعها على المالديف 2-1 وغوام 4-0 والصين 2-1 والفلبين 1-0 ليحتل سوريا في نهاية المطاف مركز الصدارة في المجموعة الأولى برصيد 21 نقطة من 8 مباريات ليتأهل إلى كأس آسيا 2023 وتصفيات كأس العالم 2022 – آسيا الجولة الثالثة حيث شارك مجددا في أربع مباريات وكانت البداية بالخسارة من كوريا الجنوبية 1-2 وإيران 0-3 ثم الفوز على لبنان 3-0 (سجل هدف واحد) وأخيرا التعادل مع العراق 1-1 ليحتل سوريا المركز الخامس قبل الأخير في المجموعة الأولى برصيد ست نقاط من عشر مباريات.
تم استدعاء المرمور للمشاركة في كأس العرب 2021 في قطر حيث لعب المباراة الأولى في المجموعة الثانية التي انتهت بالخسارة من الإمارات 1-2 ثم غاب عن المشاركة في باقي مباريات البطولة ليحتل سوريا في نهاية المطاف المركز الثالث برصيد ثلاث نقاط من ثلاث مباريات.

## الإنجازات

### الأندية

#### تشرين
- الدوري السوري (2): 2019-2020، 2020-2021

## روابط خارجية
- محمد المرمور على موقع ناشيونال فوتبول تيمز (الإنجليزية)
- محمد المرمور على موقع Soccerway.com (الإنجليزية)